# Wilhelmspalais

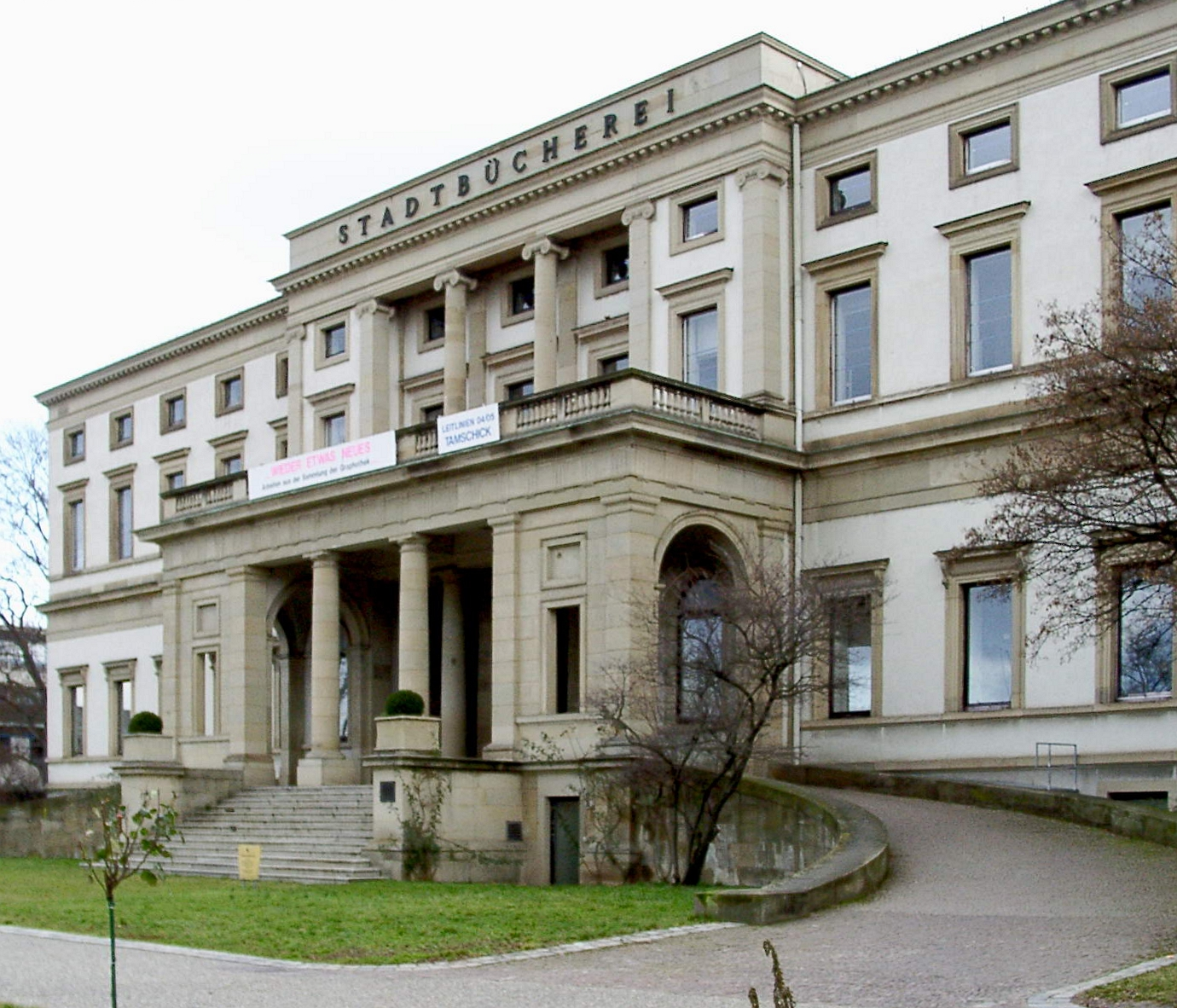
El Wilhelmspalais en la actualidad.

El Wilhelmspalais (Palacio de Guillermo) es un palacio localizado en la Charlottenplatz en Stuttgart-Mitte. Era la residencia del último rey de Wurtemberg Guillermo II.
El Wilhelmspalais fue construido entre 1834-40 por Giovanni Salucci, el arquitecto de la corte del rey Guillermo I de Wurtemberg en estilo neoclásico. El rey quería utilizarlo como residencia para sus dos hijas mayores, las princesas Marie y Sophie. El diseño del interior fue realizado por Karl Ludwig von Zanth.
Fue destruido durante la Segunda Guerra Mundial y reconstruido entre 1961 y 1965 en estilo moderno. En la actualidad, se sitúa en el edificio la biblioteca municipal de Stuttgart (Stadtbücherei Stuttgart).